# Bratske, Romnî
Bratske (în ucraineană Братське) este un sat în comuna Vasîlivka din raionul Romnî, regiunea Sumî, Ucraina.

## Demografie
Componența lingvistică a localității Bratske
     Ucraineană (77,78%)
     Română (17,78%)
     Belarusă (4,44%)
Conform recensământului din 2001, majoritatea populației localității Bratske era vorbitoare de ucraineană (77,78%), existând în minoritate și vorbitori de română (17,78%) și belarusă (4,44%).